# شوماخر (لاعب كرة قدم)
شوماخر (بالبرتغالية: Thiago Schumacher‏) (31 أغسطس 1986 في البرازيل - ) هو لاعب كرة قدم برازيلي في مركز الهجوم. لعب مع أتلتيكو باراناينسي وأوستريا فيينا وسيوداد دي مورسيا ونادي أسترا جورجو ونادي أسكولي ونادي أكاديميكا كويمبرا ونادي أودينيزي ونادي ديجون ونادي فولين لوتسك وJ. Malucelli Futebol ‏ وASD Socio Culturale Castiadas ‏ ونادي فيروفياريا وأتلتيكو لينينسي وSK Austria Kärnten ‏.

## وصلات خارجية
- شوماخر على موقع اتحاد أوكرانيا (الإنجليزية)
- شوماخر على موقع رابطة كرة القدم الفرنسية للمحترفين (الإنجليزية)
- شوماخر على موقع قاعدة بيانات كرة القدم.إي يو (الإنجليزية)
- شوماخر على موقع ليكيب (الفرنسية)
- شوماخر على موقع Soccerway.com (الإنجليزية)
- شوماخر على موقع عالم كرة القدم.نت (الإنجليزية)
- شوماخر على موقع AS.com (الإسبانية)